# شهرداری باوسکا
شهرداری باوسکا (به لاتین: Bauska Municipality) یک شهرداری در کشور لتونی است. شهرداری باوسکا ۲۷٬۰۵۲ نفر جمعیت دارد.